# Mordred
Mordred (em galês: Medraut) é uma figura lendária da Bretanha que ficou conhecida por sua traição ao lutar contra o Rei Artur na Batalha de Camlann, onde ele foi morto e Artur fatalmente ferido. Seu nome significa "mau conselho".

## Primeiras menções
As lendas são contraditórias quando o assunto é seu relacionamento com Artur, mas várias retratam Artur como sendo tio ou pai de Mordred. Mais precisamente, existem três versões diferentes sobre o parentesco:
- A primeira relata que ele era filho de Lot Luwddoc e sua esposa Ann-Morgause, uma tia por parte da mãe de Artur.[3]
- Uma segunda relata que ele era filho de Artur e Ann-Morgause, adotado e criado por Lot.[4]
- Uma terceira relata que ele era filho de Artur e Morgana, meia-irmã materna de Artur. Morgana ainda era solteira e por isso o entregou para Ann-Morgause e Lot para que fosse adotado e criado como filho próprio deles.[5]

A menção mais antiga sobre Mordred está no Annales Cambriae, uma crônica que faz parte da Historia Britonum. Mordred é mencionado novamente na tradição galesa nas Tríades Galesas: em uma tríade, baseada na obra Historia Regum Britanniae de Geoffrey de Monmouth, narra a história de sua traição para com Artur. Em outra, ele é descrito como o autor de uma das "Três Grandes Revoltas das Ilhas Britânicas" - ele veio até a corte de Artur em Kelliwic na Cornualha, devorou toda comida e bebida e até mesmo atirou Gwenhwyfar  (mais conhecida como Guinevere) de seu trono e espancou-a.

## Posteriormente
Geoffrey de Monmouth apresentou a figura de Mordred ao mundo além de Gales. Ele narra sobre quando Artur saiu para guerrear contra Roma e deixou Mordred atrás para governar seu reino e proteger Guinevere; durante sua ausência Mordred se proclamou rei e casou-se com Guinevere, forçando Artur a retornar para a Bretanha, onde ele e Mordred se enfrentaram em Camlann. A batalha (datada tanto em 537 como em 542) resultou na morte tanto de Artur quanto de Mordred, juntamente com boa parte de seus exércitos.

### Família
Conta-se que Mordred teve dois ou três casamentos:
- Primeiro com Guinevak (Gwenhwyvach), uma irmã mais nova de Guinevere (Gwenhwyfar).[11]
- O segundo com Cwyllog, uma princesa do Reino de Gwynedd.[12]
- O terceiro com Genebra, esposa de Artur e amante de Lancelot.[12]

Algumas fontes tais como as tríades afirmam que ele era casado com Guinevak, irmã de Guinevere. Outras afirmam que a herança de Mordred sobreviveu através de Melehan e Melou, seus filhos gêmeos cuja mãe - uma de suas esposas - não é mencionada. Relata-se que eles tentaram reclamar o trono da Bretanha após a morte de Artur e Mordred. Melehan foi morto mais tarde por Lancelot e Melou por Bors.

## Cultura popular
- No seriado de TV Merlin, baseado nas histórias sobre o Rei Arthur, Mordred é retratado como uma criança druida perseguida em Camelot pelo uso da magia, porém protegido pela feiticeira Morgana, que mais tarde seria sua principal aliada para derrotar Arthur.
- Na trilogia de livros As Crônicas de Artur, de Bernard Cornwell, Mordred é o herdeiro ao trono da Dumnônia, no entanto devido a sua idade um conselho é criado para governar até Mordred atingir a idade mínima. Quando ele finalmente é aclamado rei conspira contra Artur planejando sua morte em Isca, mas sem sucesso. Mordred é morto por Artur na Batalha de Camlann.
- Na série de Light Novels e anime Fate/Apocrypha, Mordred é uma serva vermelha da classe Saber, que busca se vingar de seu pai Arthur.
- Mordred é retratado como vilão na série Liga da Justiça sem Limites da DC Comics